# داء ترسب الأصبغة الدموية الإفريقي
دَاءُ تَرَسُّبِ الأَصبغَةِ الدَّمَوِيَّة الإفريقي (بالإنجليزية:African Hemochromatosis)، ويسمى أيضا اكتناز الحديد الإفريقي (African iron overload). هو اضطراب الحديد الزائد، لوحظ لأول مرة بين المنحدرين من أصل أفريقي في جنوب أفريقيا ووسط أفريقيا. الحديد الزائد الحمية الغذائية هو استهلاك كمية كبيرة من البيرة المعدة منزليا مع كمية عالية من محتوى الحديد في ذلك. إعداد البيرة في أواني الحديد أو الطبول يؤدي إلى ارتفاع محتوى الحديد. محتوى الحديد في البيرة المحلية يخمر حوالي 46-82 ملغم / لتر مقارنة مع 0.5 ملغم / لتر في البيرة التجارية. وكان انتشار الحمى الغذائية سائدا في كل من السكان الأفارقة في المناطق الريفية والحضرية السود الأفريقي، مع إدخال البيرة التجارية في المناطق الحضرية، انخفضت الحالة. ومع ذلك، لا تزال الحالة شائعة في المناطق الريفية. حتى وقت قريب، أظهرت الدراسات أن الوراثة قد تلعب دورا في هذا الاضطراب. ويبدو أن السبب المحتمل هو مزيج من الحديد الزائد والتغيرات الوظيفية في فيروبورتين. يمكن علاج هذا الاضطراب مع علاج فليبوتومي أو علاج (تشيلاتيون الحديد).

## الأعراض
قد تختلف الأعراض من شخص لآخر. ذلك يعتمد على مدى تراكم الحديد وعلى موقع الجسم من التراكم. ويمكن اعتبار الزائد الحديد الإفريقي في المريض إذا توفرت بعض هذه الشروط.
- تضخم الكبد
- خفيفة إلى معتدلة ضعف الكبد
- تليف
- ارتفاع ضغط الدم البابي
- استسقاء
- تليف الكبد
- السكري بسبب تراكم الحديد في البنكرياس
- هشاشة العظام
- تشوهات القلب
- سرطان الكبد

## العلاج
هيموجلوبين الشخص مهم في نظر الطبيب من الحد من العلاج بالهواء. يمكن للطبيب توفير الفصد العلاجي إذا كان مستوى الهيموجلوبين لدى المريض يكفي للحفاظ على إزالة الدم. كما يمكن للطبيب أن يوصي المريض بالتبرع بالدم بشكل روتيني. عندما لا يكون هيموغلوبين المريض كافيا للفصد، يتطلب أنذاك الحد من الحديد إزالة الحديد باستخدام أدوية محددة (الحديد—تشيلاتيون). يمكن للطبيب استخدام مزيج من هذه العلاجات في بعض الحالات.